# Mihai Viteazu (Mureș)
Mihai Viteazu (Hongaars: Zoltán, Duits: Zoltendorf) is een dorp in Roemenië, in de buurt van Sighişoara en hoort bij de gemeente Saschiz.
Bij de volkstelling uit 1992 bleken van de 355 inwoners 313 Roemeens te zijn, 38 Roma en 4 etnische Hongaren.